# Cass County (North Dakota)
Das Cass County ist ein County im US-amerikanischen Bundesstaat North Dakota. Im Jahr 2010 hatte das County 149.778 Einwohner und eine Bevölkerungsdichte von 32,8 Einwohnern pro Quadratkilometer. Bis zur Schätzung im Jahr 2012 erhöhte sich die Einwohnerzahl auf 156.157. Der Verwaltungssitz (County Seat) ist Fargo.
Das Cass County ist Bestandteil der Fargo–Moorhead Metropolitan Area.

## Geografie
Das County liegt im Osten North Dakotas am Westufer des Red River of the North, der die Grenze zu Minnesota bildet. Es hat eine Fläche von 4579 Quadratkilometern, wovon 7 Quadratkilometer Wasserfläche sind. An das Cass County grenzen folgende Nachbarcountys:
| Steele County | Traill County                 | Norman Couty (Minnesota) |
| Barnes County |                               | Clay County (Minnesota)  |
|               | Ransom County Richland County |                          |

## Geschichte
Das Cass County wurde am 4. Januar 1873 gebildet und seine Organisation am 27. Oktober des gleichen Jahres vollendet. Benannt wurde es nach George Washington Cass, einem Präsidenten der Northern Pacific Railroad.

## Demografische Daten
Nach der Volkszählung im Jahr 2010 lebten im Cass County 149.778 Menschen in 63.901 Haushalten. Die Bevölkerungsdichte betrug 32,8 Einwohner pro Quadratkilometer. In den 63.901 Haushalten lebten statistisch je 2,23 Personen.
Ethnisch betrachtet setzte sich die Bevölkerung zusammen aus 91,6 Prozent Weißen, 2,8 Prozent Afroamerikanern, 1,3 Prozent amerikanischen Ureinwohnern, 2,4 Prozent Asiaten, 0,1 Prozent Polynesiern sowie aus anderen ethnischen Gruppen; 1,7 Prozent stammten von zwei oder mehr Ethnien ab. Unabhängig von der ethnischen Zugehörigkeit waren 2,3 Prozent der Bevölkerung spanischer oder lateinamerikanischer Abstammung.
21,6 Prozent der Bevölkerung waren unter 18 Jahre alt, 68,1 Prozent waren zwischen 18 und 64 und 10,3 Prozent waren 65 Jahre oder älter. 49,5 Prozent der Bevölkerung war weiblich.

Das jährliche Durchschnittseinkommen eines Haushalts lag bei 49.429 USD. Das Pro-Kopf-Einkommen betrug 29.518 USD. 13,2 Prozent der Einwohner lebten unterhalb der Armutsgrenze.

## Ortschaften im Cass County
Citys
| - Alice - Amenia - Argusville - Arthur - Ayr - Briarwood - Buffalo | - Casselton - Davenport - Enderlin1 - Fargo - Frontier - Gardner - Grandin2 | - Harwood - Horace - Hunter - Kindred - Leonard - Mapleton - North River | - Oxbow - Page - Prairie Rose - Reile's Acres - Tower City3 - West Fargo |

Census-designated places (CDP)
- Brooktree Park
- Embden
- Erie
- Wheatland

Unincorporated Communities
| - Absaraka - Chaffee - Durbin - Erie Junction - Everest - Fife | - Hickson - Lynchburg - Magnolia - Mason - Myra - Newman | - Nolan - Norman - Pinkham - Prosper - Saint Benedict - Vance | - Walden - Warren - Wild Rice - Woods |

1 – teilweise im Ransom County

2 – teilweise im Traill County

3 – teilweise im Barnes County

## Gliederung
Das Cass County ist neben den 27 Citys in 50 Townships eingeteilt:
| Township           | Einw. (2010) | FIPS     |
| ------------------ | ------------ | -------- |
| Addison Township   | 91           | 38-00500 |
| Amenia Township    | 105          | 38-01980 |
| Arthur Township    | 78           | 38-03340 |
| Ayr Township       | 72           | 38-04060 |
| Barnes Township    | 25           | 38-04900 |
| Bell Township      | 36           | 38-05900 |
| Berlin Township    | 124          | 38-06260 |
| Buffalo Township   | 82           | 38-10460 |
| Casselton Township | 78           | 38-12740 |
| Clifton Township   | 75           | 38-14780 |
| Cornell Township   | 59           | 38-16100 |
| Davenport Township | 144          | 38-18220 |
| Dows Township      | 43           | 38-20220 |
| Durbin Township    | 83           | 38-21100 |
| Eldred Township    | 106          | 38-22860 |
| Empire Township    | 114          | 38-24140 |
| Erie Township      | 109          | 38-24660 |

| Township             | Einw. (2010) | FIPS     |
| -------------------- | ------------ | -------- |
| Everest Township     | 88           | 38-25020 |
| Fargo Township       | 4            | 38-25740 |
| Gardner Township     | 107          | 38-29260 |
| Gill Township        | 117          | 38-30260 |
| Gunkel Township      | 43           | 38-33820 |
| Harmony Township     | 81           | 46-35580 |
| Harwood Township     | 352          | 38-35980 |
| Highland Township    | 94           | 38-37900 |
| Hill Township        | 53           | 38-38060 |
| Howes Township       | 78           | 38-39140 |
| Hunter Township      | 64           | 38-39500 |
| Kinyon Township      | 91           | 38-42980 |
| Lake Township        | 34           | 38-43780 |
| Leonard Township     | 108          | 38-46020 |
| Maple River Township | 128          | 46-50540 |
| Mapleton Township    | 188          | 38-50620 |
| Noble Township       | 74           | 38-57020 |

| Township            | Einw. (2010) | FIPS     |
| ------------------- | ------------ | -------- |
| Normanna Township   | 333          | 38-57620 |
| Page Township       | 52           | 38-60540 |
| Pleasant Township   | 468          | 38-63100 |
| Pontiac Township    | 100          | 38-63580 |
| Raymond Township    | 254          | 38-65620 |
| Reed Township       | 1175         | 38-65860 |
| Rich Township       | 64           | 38-66460 |
| Rochester Township  | 53           | 38-67260 |
| Rush River Township | 82           | 38-69020 |
| Stanley Township    | 1218         | 38-75340 |
| Tower Township      | 54           | 38-79300 |
| Walburg Township    | 152          | 38-82740 |
| Warren Township     | 139          | 38-83500 |
| Watson Township     | 93           | 38-83940 |
| Wheatland Township  | 158          | 38-85220 |
| Wiser Township      | 88           | 38-86980 |